# Bundesdisziplinaranwalt
Der Bundesdisziplinaranwalt (BDA) war in der Bundesrepublik Deutschland bis 31. Dezember 2001 eine Institution der Rechtspflege im förmlichen (gerichtlichen) Disziplinarverfahren wegen eines Dienstvergehens gegen Bundesbeamte, bis 1967 vor dem Bundesdisziplinarhof und den Bundesdisziplinarkammern und ab 1967 dem Bundesdisziplinargericht. Er nahm staatsanwaltschaftliche Aufgaben wahr und war Vertreter der Anklage vor Gericht. Der Bundesdisziplaranwalt hatte die Aufgabe, die einheitliche Ausübung der Disziplinargewalt zu sichern und das Interesse des öffentlichen Dienstes und der Allgemeinheit in jeder Lage des Verfahrens wahrzunehmen. Wesentliche Rechtsgrundlage war die Bundesdisziplinarordnung. Der Bundesdisziplinaranwalt hatte seinen Sitz bis 1967 am Standort des Bundesdisziplinarhofs in Berlin und danach am Standort des Bundesdisziplinargerichts in Frankfurt am Main.

## Rechtsstellung und Aufgaben
Der Bundesdisziplinaranwalt hatte grundsätzlich wenig eigene Entscheidungsbefugnisse und trat vorrangig beratend gegenüber den Dienstvorgesetzten auf, in deren Verantwortung die Disziplinarverfahren durchgeführt wurden.
Der Bundesdisziplinaranwalt konnte die Einleitung eines förmlichen (gerichtlichen) Disziplinarverfahrens beantragen, wenn im Verfahren voraussichtlich auf Versetzung in ein Amt derselben Laufbahn mit geringerem Endgrundgehalt, auf Entfernung aus dem Dienst oder Aberkennung des Ruhegehalts erkannt werden wird.
Der Bundesdisziplinaranwalt unterstand der allgemeinen Dienstaufsicht des Bundesministers des Innern. Er war bei Ausübung seiner Befugnisse an die Weisungen der Bundesregierung gebunden, die der Bundesminister des Innern im Benehmen mit der zuständigen obersten Bundesbehörde herbeiführte.
Der Bundesdisziplinaranwalt konnte, um seine Aufgaben und Befugnisse wahrzunehmen, bei den Einleitungsbehörden von diesen vorgeschlagene geeignete Beamte als Beauftragte im Nebenamt bestellen, die ebenfalls grundsätzlich die Befähigung zum Richteramt haben mussten. Die Beauftragten waren bei der Erfüllung ihrer Aufgaben an die Weisungen des Bundesdisziplinaranwalts gebunden. Der Bundesdisziplinaranwalt konnte gegenüber der Einleitungsbehörde die Fortsetzung eines ausgesetzten Disziplinarverfahrens verlangen. Gegen eine Aussetzung durch das Bundesdisziplinargericht konnte der Bundesdisziplinaranwalt Beschwerde beim Bundesverwaltungsgericht einlegen.
Das wesentliche Ergebnis der Vorermittlungen waren dem Bundesdisziplinaranwalt bekanntzugeben. Vom Beginn der abschließenden Anhörung an war dem Bundesdisziplinaranwalt bei jeder Anhörung des Beamten die Anwesenheit zu gestatten. Wurde durch die Ermittlungen ein Dienstvergehen nicht festgestellt oder hielt der Dienstvorgesetzte eine Disziplinarmaßnahme nicht für angezeigt oder nicht für zulässig, stellte er das Verfahren ein und teilte dies dem Bundesdisziplinaranwalt mit. Hält der Dienstvorgesetzte seine Disziplinarbefugnis für ausreichend und ein förmliches Disziplinarverfahren nicht für geboten, teilte er die Disziplinarverfügung dem Bundesdisziplinaranwalt mit.
Stellte die Einleitungsbehörde das Verfahren nicht ein, übersandte sie dem Bundesdisziplinaranwalt die Akten zur Fertigung der Anschuldigungsschrift; diese sollte die Tatsachen, in denen ein Dienstvergehen erblickt wurde, und die Beweismittel geordnet darstellen. Der Bundesdisziplinaranwalt konnte der Absicht der Einleitungsbehörde, ein Verfahren einzustellen, widersprechen.
Auf sein Ersuchen waren dem Bundesdisziplinaranwalt die Akten, die für die Beurteilung eines Dienstvergehens von Bedeutung sein können, sowie die Personalakten vorzulegen. Die tatsächlichen Feststellungen eines rechtskräftigen strafgerichtlichen Urteils, auf denen das Urteil beruht, waren im Disziplinarverfahren, das denselben Sachverhalt zum Gegenstand hat, für den Bundesdisziplinaranwalt bindend.
Der Bundesdisziplinaranwalt war zu allen Erhebungen Beweisen, abgesehen von Beschlagnahmen und Durchsuchungen, zu laden. Er konnte sich jederzeit durch Einsichtnahme in die Akten über den Stand der Untersuchung unterrichten. Der Bundesdisziplinaranwalt konnte beantragen, die Untersuchung auf neue Punkte, die den Verdacht eines Dienstvergehens rechtfertigen, zu erstrecken.
Alle Gerichte und Verwaltungsbehörden waren gegenüber dem Bundesdisziplinaranwalt in Disziplinarsachen Rechts- und Amtshilfe verpflichtet.
Der Bundesdisziplinaranwalt und seine hauptamtlichen Mitarbeiter des höheren Dienstes mussten grundsätzlich die Befähigung zum Richteramt haben.

## Geschichte
Der Bundesdisziplinaranwalt wurde mit dem Gesetz zur Änderung und Ergänzung des Dienststrafrechts vom 28. November 1952 (BGBl. 1952 I S. 749) eingeführt. Nach dem bisherigen Recht wurden seine Aufgaben von dem Vertreter der Einleitungsbehörde bzw. dem Vertreter der obersten Dienstbehörde wahrgenommen. Da Beschuldigte und Vertreter der Einleitungsbehörde derselben Behörde angehörten, war dies aufgrund oft persönlicher Beziehungen nicht immer ohne Einfluss. Zudem führte das bisherige Recht zu einer uneinheitlichen Anwendung des Disziplinarrechts. Jede Behörde hatte seine eigene Auffassung über die im Gesetz nur grundsätzlich geregelten Beamtenpflichten entwickelt. Bei kleineren Behörden fehlte wegen der Seltenheit der Fälle zudem die Erfahrung. Die Einführung des Bundesdisziplinaranwalts sollte diese Probleme beheben und für eine einheitlichere Behandlung gleichartiger Fälle sorgen.
Mit einer Novelle des Disziplinarrechts 1967, mit der auch der Bundesdisziplinarhof mit den Bundesdisziplinarkammern zum Bundesdisziplinargericht zusammen gelegt wurden, entfiel für den Bundesdisziplinaranwalt das Recht zu eigenständigen Ermittlungen.
Mit dem Außerkrafttreten der Bundesdisziplinarordnung am 1. Januar 2002 und Inkrafttreten des Bundesdisziplinargesetzes am Folgetag wurde das Bundesdisziplinargericht und die Institution des Bundesdisziplinaranwaltes aufgelöst. Die förmlichen (gerichtlichen) Disziplinarverfahren finden seitdem vor den Verwaltungsgerichten statt. Klagevertreter sind Beamte grundsätzlich Beamte der Beschäftigungsbehörde mit der Befähigung zum Richteramt oder von diesen beauftragte Rechtsanwälte.
2023 forderte der DBB Beamtenbund und Tarifunion die Wiedereinführung des Bundesdisziplinaranwaltes, um durch Bündelung von Expertise disziplinare Ermittlungen sachkundiger, effektiver, einheitlicher und schneller zu machen.

## Amtstracht
Die Amtstracht des Bundesdisziplinaranwaltes bestand aus einer Amtsrobe und einem Barett gemäß der Anordnung des Bundespräsidenten über die Amtstracht bei den Bundesdisziplinargerichten vom 31. März 1953 (BGBl. I S. 122). Die Farbe der Amtstracht war karmesinrot. Zur Amtstracht trug er eine breite weiße Binde mit herabhängenden Enden. Der Besatz an der Amtsrobe und am Barett bestand aus Samt. Der Bundesdisziplinaranwalt trug am Barett zwei karmesinrote Schnüre in Seide. Die für den Bundesdisziplinaranwalt auftretenden Beamten trugen am Barett die für die Beamten der gleichen Besoldungsgruppe in der Justizverwaltung festgelegten Abzeichen in Gold, soweit sie vor dem Bundesdisziplinarhof, und in Silber, sofern sie vor den Bundesdisziplinarkammern tätig werden. Zur Amtstracht hatte der Beauftragte ein weißes Hemd mit weißem Stehkragen mit Ecken zu tragen.

## Bundesdisziplinaranwälte
- 1979: Hans Rudolf Claussen[3]